# Trần Thị Thảo
Trần Thị Thảo là chủ công bóng chuyền của CLB Thông tin LienVietPostBank. Vị trí sở trường của chị là chủ công nhưng đôi khi chị lại chuyển sang thi đấu ở vị trí đối chuyền hoặc chuyền hai. Là một trong những tài năng trẻ của bóng chuyền nữ Việt Nam được chọn vào đội tuyển năm 2014 tham dự VTV Cup 2014 và lên ngôi vô địch sau đó.

## Sự nghiệp
Năm 2013, Trần Thị Thảo chính thức được đôn lên đội 1 của CLB Thông tin LienVietPostBank cùng với nhiều tài năng trẻ khác như Nguyễn Linh Chi, Vương Thị Mai, Âu Hồng Nhung, Trần Tôn Nữ Ly Linh, Nguyễn Thị Thanh Hương,.... để thi đấu tại các giải giao hữu tập huấn như Cup VTV Bình Điền Long An, Cup Đạm Hoa Lư Ninh Bình, Cup Thông tin LienVietPostBank nhằm chuẩn bị cho 2 giải đấu quan trọng là Giải Vô địch Quốc gia và Cúp bóng chuyền các CLB nữ châu Á. Thời gian đầu, Thảo chủ yếu đóng vai trò dự bị cho các ngôi sao của đội như Phạm Thị Yến, Phạm Thị Thu Trang và chỉ ít lần được ra sân nhưng tài năng trẻ này vẫn để lại được một chút dấu ấn.
Năm 2014, Thảo tiếp tục cùng đội bóng chủ quản tham gia các giải đấu kể trên. Lần này, chị được sử dụng nhiều hơn trong đội hình chính của CLB Thông tin và cũng đã thể hiện được sự tiến bộ vượt bậc qua từng trận đấu. Điều đó cũng đã khiến Thảo lọt vào mắt xanh của HLV Nguyễn Mạnh Hùng cho vị trí chủ công tại đội tuyển Việt Nam.
Ở VTV Cup 2014, Thảo được kỳ vọng rất nhiều trong màu áo đội tuyển Việt Nam. Tuy nhiên, chị lại làm được nhiều hơn thế khi với lối chơi đầy thuyết phục và tinh thần quả cảm của mình, Thảo đã góp công không nhỏ khi giúp đội tuyển Việt Nam đăng quang ngôi vô địch một cách kịch tính, đầy khâm phục. Từ chỗ là tài năng trẻ, Thảo ngày càng được nhiều người hâm mộ biết đến và được kỳ vọng sẽ là "Phạm Thị Yến mới" của làng bóng chuyền nữ Việt Nam.

## Thành tích

### Tập thể
Thông tin LienVietPostBank
- Cup Thông tin LienVietPostBank: 2014
- Cup Đạm Hoa Lư - Ninh Bình: 2014
- Cup VTV Bình Điền Long An: 2013, 2014
- Vô địch Quốc gia: 2013

Đội tuyển bóng chuyền nữ Quốc gia Việt Nam
- VTV Cup 2014: 2013